# Keradel
Keradel (persiska: گورادیل, Gūrādīl) är en ort i Iran.   Den ligger i provinsen Ardabil, i den nordvästra delen av landet, 400 km nordväst om huvudstaden Teheran. Keradel ligger 1 380 meter över havet och antalet invånare är 377.
Terrängen runt Keradel är huvudsakligen platt, men västerut är den kuperad. Runt Keradel är det ganska tätbefolkat, med 139 invånare per kvadratkilometer. Närmaste större samhälle är Ardabil, 12,7 km nordväst om Keradel. Trakten runt Keradel består i huvudsak av gräsmarker.